# Il-Bajja ta' Marsaxlokk
Il-Bajja ta' Marsaxlokk är en vik i republiken Malta. Den ligger i kommunen Birżebbuġa, i den sydöstra delen av landet. Vid viken ligger orten Marsaxlokk.